# سيدني ووكر
سيدني ووكر (بالإنجليزية: Sydney Walker)‏ هو ممثل أمريكي، ولد في 5 مايو 1921 بفيلادلفيا في الولايات المتحدة، وتوفي في 30 سبتمبر 1994 بسان فرانسيسكو في الولايات المتحدة بسبب سرطان.

## أعمال

### أفلام
- (1970) قصة حب[2]
- (1993) السيدة داوتفاير[3][4][5]

## ترشيحات
- جائزة توني لأفضل ممثل في مسرحية [الإنجليزية]‏ (1967)

## وصلات خارجية
- سيدني ووكر على موقع IMDb (الإنجليزية)
- سيدني ووكر على موقع قاعدة بيانات برودواي على الإنترنت (الإنجليزية)
- سيدني ووكر على موقع قاعدة بيانات الفيلم (الإنجليزية)